# براندان سوليفان
براندان سوليفان (بالإنجليزية: Brendan Sullivan)‏ هو محامي أمريكي، ولد في 11 مارس 1942 في بروفيدنس في الولايات المتحدة.

## وصلات خارجية
- براندان سوليفان على موقع إن إن دي بي (الإنجليزية)